# Echinorhynchus longiproboscis
Echinorhynchus longiproboscis is een soort haakworm uit het geslacht Echinorhynchus. De worm behoort tot de familie Echinorhynchidae. Echinorhynchus longiproboscis werd in 1986 beschreven door G.N. Rodjuk.